# Minh Châu, Vân Đồn
Minh Châu là một xã thuộc huyện Vân Đồn, tỉnh Quảng Ninh, Việt Nam.
Xã Minh Châu có diện tích 272,94 km², dân số năm 1999 là 923 người, mật độ dân số đạt 3 người/km².